# Cymbacha ocellata
Cymbacha ocellata är en spindelart som beskrevs av Ludwig Carl Christian Koch 1874. Cymbacha ocellata ingår i släktet Cymbacha och familjen krabbspindlar.
Artens utbredningsområde är Queensland. Inga underarter finns listade i Catalogue of Life.